# Garrett Hardin
Garrett James Hardin (Dallas, 21 april 1915 — Santa Barbara, 14 september 2003) was een vooraanstaand Amerikaans microbioloog en ecoloog, die vooral bekend werd door zijn essay The Tragedy of the Commons uit 1968 in het wetenschappelijke tijdschrift Science. Hierin wijst hij op het probleem van een ongelimiteerd gebruik van natuurlijke hulpbronnen, de gelimiteerdheid van de voorraden ervan, in samenhang met  bevolkingsgroei en een levensstandaard die niet zijn afgestemd op deze begrenzingen. Volgens zijn zienswijze kan de mensheid in een overvolle wereld alleen overleven als bepaalde vrijheden worden gereguleerd, waarbij hij in dit artikel de nadruk legt op het remmen van bevolkingsgroei.
Hij werd ook bekend door "Hardins eerste wet van de ecologie" die luidt: "we kunnen nooit slechts één ding doen" ("We are limited by the basic theorem of ecology, We can never do merely one thing. Any intrusion into nature has numerous effects, many of which are unpredictable."). Deze wetmatigheid brengt mee dat een verandering binnen een ingewikkeld systeem altijd een hele reeks andere veranderingen teweeg brengt, onder andere ook veranderingen die onvoorspelbaar en ongewenst zijn.
Hardins werk krijgt veel aandacht in de milieufilosofie, milieueconomie en de politiek.

## Biografie
Hardin studeerde zoölogie aan de universiteit van Chicago in 1936 en promoveerde (PhD) in microbiologie aan de Stanford University in 1941. In 1946 ging hij naar de Universiteit van Californië in Santa Barbara, waar hij later ook de positie van hoogleraar Menselijke ecologie (human ecology) verkreeg. Deze zou hij bekleden van 1963 tot aan zijn pensioen in 1978. Hardin ontwikkelde in deze positie als een van de pioniers het wetenschappelijke terrein van de ecologie.
Ook na zijn pensionering bleef hij wetenschappelijk actief. In 1999 verscheen zijn laatste boek The Ostrich Factor: Our Population Myopia. Zijn wetenschappelijke oeuvre omvat in totaal  27 boeken en 350 artikelen.
Een oud-leerling zei over hem: "He was truly a teacher. He certainly made you question everything, and that in my mind is the essence of a true teacher".
De belangrijkste thema's van zijn werk zijn het gegeven dat er ongelimiteerd gebruik wordt gemaakt van natuurlijke hulpbronnen, dat de voorraden daarvan gelimiteerd zijn en dat de menselijke bevolkingsgroei daarmee geen pas houdt, waarbij hij vond dat geprobeerd moest worden bevolkingsgroei te remmen. Hij publiceerde ook over gerelateerde onderwerpen als het het recht van een vrouw op abortus, beperking van immigratie en sociobiologie. Zijn standpunten roepen binnen en buiten de wetenschappelijke wereld voortdurend discussie op.
Hardin ontving meerdere prijzen en onderscheidingen, waaronder de 'Phi Beta Kappa Award in Science' voor zijn boek uit 1993, Living Within Limits: Economics and Population Taboos, en in 1997 de 'Constantine Panunzio Distinguished Emeriti Award' voor langdurige wetenschappelijke activiteit.

### Persoonlijk leven
Als kind had Hardin polio en moest hij met krukken lopen, later bewoog hij zich in een rolstoel. Hij trouwde in 1941 en kreeg vier kinderen. Vrienden zeggen dat hij en zijn vrouw de wetenschappelijke theorieën en standpunten in hun eigen leven zoveel mogelijk in de praktijk probeerden te brengen. Hun activiteiten zouden ertoe hebben bijgedragen dat er al in de jaren zestig in hun staat wetten werden aangenomen die abortus onder bepaalde omstandigheden toestonden.
Hardin, die aan een hartafwijking leed, en zijn vrouw, die aan ALS leed, waren lid van de Hemlock Society (End-of-Life Choices). Ze stonden achter de gedachte dat elk mens vrij is in het kiezen van het moment waarop hij of zij wil sterven.
Beiden kozen op een gegeven moment voor zelfdoding in hun huis in Santa Barbara, kort na hun 62e huwelijksdag. Ze verkeerden toen beiden in een zeer slechte gezondheid, aldus een van hun vier kinderen. Hardin werd 88 jaar en zijn vrouw 81.

## Werk

### Tragedy of the commons
Het meest bekend is Hardin geworden door zijn artikel The Tragedy of the Commons (1968), verschenen in Science. Hierin betoogt Hardin dat het probleem van overbevolking een onvermijdelijk en onoplosbaar probleem is. Hij reageert dan ook fel tegen traditionele opvattingen, als zou een wereld met meer mensen onvoorwaardelijk (een symptoom van) een betere wereld zijn. Voornamelijk verwijst hij hierbij naar de klassieke idee, zo geformuleerd door Jeremy Bentham van "het grootste goed voor het grootste aantal". Hardin verwerpt dit ideaal als onmogelijk, enerzijds omdat het een wiskundige onmogelijkheid is twee variabelen geheel te optimaliseren, anderzijds omdat men hierbij vergeet dat de aarde maar een beperkte draagkracht heeft.
Hardin betoogt dat we vandaag de dag oog in oog staan met een grote catastrofe, namelijk die van "de tragedie van de meent". Hardin beschrijft het als volgt:
"Picture a pasture open to all. It is to be expected that each herdsman will try to keep as many cattle as possible on the commons. Such an arrangement may work reasonably satisfactorily for centuries because tribal wars, poaching, and disease keep the numbers of both man and beast well below the carrying capacity of the land. Finally, however, comes the day of reckoning, that is, the day when the long-desired goal of social stability becomes a reality. [...] As a rational being, each herdsman seeks to maximize his gain. Explicitly or implicitly, more or less consciously, he asks, “What is the utility to me of adding one more animal to my herd?

[...] the rational herdsman concludes that the only sensible course for him to pursue is to add another animal to his herd. And another; and another…. [...] Each man is locked into a system that compels him to increase his herd without limit–in a world that is limited. Ruin is the destination toward which all men rush, each pursuing his own best interest in a society that believes in the freedom of the commons. Freedom in a commons brings ruin to all."
Hardin stelt dat dit nu net ook zo bij het probleem van overbevolking is: de mensen zelf zien er geen kwaad in dat er een extra kind bij komt, maar op collectieve schaal leidt dit echter tot catastrofale problemen. Het gaat hier dus in feite om een vrijbuitersprobleem.Dit probleem dat Hardin hier aankaart is daarnaast ook een breder probleem dan louter een van overbevolking, het is bijvoorbeeld ook toepasbaar op de luchtvervuiling of de visvangst.

### Living on a Lifeboat
In 1974 publiceerde Hardin het artikel Living on a Lifeboat in het tijdschrift BioScience, waarin hij de problematiek nog wat verscherpt. Hij betoogt dat voedselhulp aan ontwikkelingslanden met hongersnoden enkel zou bijdragen tot de overbevolking, dat Hardin net aanduidt als het grondprobleem van de hongersnood in die landen zelf. Dit wordt ook wel beschreven als het ratchet effect. Hardin concludeert dan ook, dat het een onmogelijke taak is om alle mensen in de wereld te redden, en stelt dus dat we moeten kiezen. Zo verwerpt hij de in zijn ogen klassieke metafoor voor de aarde als een "ruimteschip" waarin iedereen zijn eigen kamertje en deel heeft als misleidend en fout. Het suggereert immers dat er een kapitein zou zijn, maar die ontbreekt volgens Hardin. Hij stelt dan ook een alternatieve metafoor voor, namelijk die van de reddingsboot:
"Metaphorically, each rich nation can be seen as a lifeboat full of comparatively rich people. In the ocean outside each lifeboat swim the poor of the world, who would like to get in, or at least share some of the wealth. What should the lifeboat passengers do?"
Op deze wijze lijkt er dan ook geen adequate oplossing te zijn voor de voedselproblematiek, eens men het in het licht ziet van het probleem van overbevolking. Als men uit morele plicht tracht zo veel mogelijk mensen te redden, zal dit onvermijdelijk resulteren in het feit dat de eigen boot gaat zinken. De mensen op zo'n reddingsboot moeten dus kiezen welke mensen het kan helpen en welke het niet kan helpen.
In dit werk verbindt hij deze problematiek ook met die rond migratie: waar voedselhulp inhoudt dat men het voedsel naar de mensen brengt, is migratie net het omgekeerde, je brengt de mensen naar het voedsel. Hardin pleit dus voor herziende maatregelen in het migratiebeleid van Amerika, want een onbegrensde migratie kan immers evengoed leiden tot een onomkeerbare overbevolking.

### Living with Limits
In Living Within Limits (1993), een werk dat hij beschreef als een synthese van al zijn vorige werken, betoogt Hardin dat de natuurwetenschappen gebaseerd zijn op het concept van een limiet of grens (zoals bijvoorbeeld de lichtsnelheid), terwijl menswetenschappen zoals economie net gebaseerd zijn op concepten zonder limieten. Hij stelt vast dat de voornaamste wetenschappelijke debatten rond milieukwesties gevoerd worden tussen enerzijds natuurwetenschappers zoals Paul R. Ehrlich, en economen zoals Julian Simon. Hij keurt in dit werk ook alle ideeën van verdere groei af, en stelt dat zulke modellen uiteindelijk zullen falen.
Een bijzonder werk in het oeuvre van Hardin is misschien wel het kleine boekje Promethean Ethics (1980). Dit is niet zozeer een ecologisch werk, zoals zijn meeste werken, maar eerder een soort filosofische reflectie over wat ethiek nu net moet inhouden. Hierin betoogt Hardin voor een nieuw soort ethiek, namelijk de "Prometheusiaanse ethiek". Net als Prometheus voorziet dat Pandora niets dan onheil kan brengen, zo moeten wij ook een ethiek opstellen die verder in de toekomst kijk dan vandaag de dag het geval is. Hij heeft hierbij dan ook kritiek op een ethiek zoals die terug te vinden is in het werk van Martin Buber, namelijke een ethiek louter gericht op het nu.
Verder heeft hij ook nog kritiek op het hedendaagse vooruitgangsgeloof, zeker op technisch vlak, die volgens Hardin de leuze van "Experiment now – Repent later" hanteert. Verder bespreekt hij ook nog de rol van de dood in deze ethiek en onze samenleving, en het principe van triage, dat hij in verband brengt met zijn eerdere werk.

### Three Laws of Human Ecology
Volgens Hardin zijn er drie wetmatigheden in de menselijke ecologie die fundamenteel zijn voor een ontwikkeling:
- First Law of Human Ecology: We can never do merely one thing. This is a profound and eloquent observation of the interconnectedness of nature.
- Second Law of Human Ecology: There’s no away to throw to. This is a compact statement of one of the major problems of the effluent society.
- Third Law of Human Ecology: The impact (I) of any group or nation on the environment is represented qualitatively by the relation

### Boeken
- 1965, Nature and Man's Fate New American Library. ISBN 0-451-61170-5
- 1972, Exploring new ethics for survival: the voyage of the spaceship Beagle Viking Press. ISBN 0-670-30268-6
- 1973, Stalking the Wild Taboo W. Kaufmann. ISBN 0-913232-03-3
- 1977, The Limits of Altruism: an Ecologist's view of Survival Indiana University Press. ISBN 0-253-33435-7
- 1980, Promethean Ethics: Living With Death, Competition, and Triage University of Washington Press. ISBN 0-295-95717-4
- 1982, Naked Emperors: Essays of a Taboo-Stalker William Kaufmann, Inc. ISBN 0-86576-032-2
- 1985, Filters Against Folly, How to Survive despite Economists, Ecologists, and the Merely Eloquent Viking Penguin. ISBN 0-670-80410-X
- 1993, Living Within Limits: Ecology, Economics, and Population Taboos Oxford University Press. ISBN 0-19-509385-2
- 1999, The Ostrich Factor: Our Population Myopia Oxford University Press. ISBN 0-19-512274-7

### Artikelen (selectie)
- Hardin, G. (1960). "The Competitive Exclusion Principle". Science 131 (3409): 1292–1297.
- Hardin, G. (1968). "The Tragedy of the Commons". Science 162 (3859): 1243–1248.
- Hardin, G. (1969). "Not peace, but ecology". Brookhaven symposia in biology 22: 151–161
- Hardin, G. (1970). "Everybody's guilty. The ecological dilemma". California medicine 113 (5): 40–47. PMC 1501799. PMID 5485232
- Hardin, G. (1974). "Commentary: Living on a Lifeboat". BioScience 24 (10): 561–568.
- Hardin, G. (1974). "Lifeboat Ethics: the Case Against Helping the Poor". Psychology Today 8: 38–43.
- Hardin, G. (November 1976). "Living with Faustian Bargain". Bulletin of the Atomic Scientists 32 (8): 25–29. ISSN 0096-3402
- Hardin, G. (1980). "Ecology and the Death of Providence". Zygon� 15: 57–68.
- Hardin, G. (1982). "Discriminating Altruisms". Zygon� 17 (2): 163–186.
- Hardin, G. (1983). "Is Violence Natural?". Zygon� 18 (4): 405–413.
- Hardin, G. (1985). "Human Ecology: The Subversive, Conservative Science". Integrative and Comparative Biology 25 (2): 469–476.
- Hardin, G. (1986). "AIBS News". BioScience 36 (9): 599–606.
- Hardin, G. (1994). "The tragedy of the unmanaged commons". Trends in Ecology & Evolution 9 (5): 199–199.
- Hardin, G. (1998). "ESSAYS ON SCIENCE AND SOCIETY: Extensions of "The Tragedy of the Commons"". Science 280 (5364): 682–683.